# Max Schrems
Maximilian Schrems (conhecido como Max Schrems, nascido em outubro de 1987 em Salzburgo, na Áustria) é um ativista austríaco, fundador da ONG "Europa versus Facebook", que se empenha em identificar abusos e falhas nas políticas de privacidade da rede social com base na legislação europeia, buscando alternativas legais que respeitem os direitos fundamentais de seus usuários.

## Europa vs Facebook - Processo legal
Max Schrems processou o Facebook em uma ação coletiva por violação da lei de proteção de dados da União Europeia na Áustria, país conhecido por proteger a privacidade dos internautas. As queixas foram apresentadas pela organização "Europa versus Facebook", fundada por Max Schrems em 2011, contra o Facebook, a Apple, a Microsoft, o Skype e o Yahoo! na Alemanha, na Irlanda e em Luxemburgo, onde estão localizadas as sedes europeias dessas empresas. As companhias foram acusadas de repassar dados de usuários à Agência de Segurança Nacional dos Estados Unidos.
A ONG surgiu quando Max Schrems e dois colegas começaram a investigar como o Facebook armazena e utiliza os dados pessoais dos usuários e descobriram que há mais de 50 tipos de dados coletados — amizades feitas e desfeitas, status de relacionamentos e até mensagens apagadas. O Facebook tem informações não só sobre o que o usuário põe dentro dele, mas também sobre o que os usuários falam sobre uma pessoa, mesmo que essa pessoa não seja usuária da rede social.
Max Schrems acredita que uma solução para as redes sociais seja abri-las para que os usuários possam enviar mensagens de uma rede social para outra.

## Julgamento

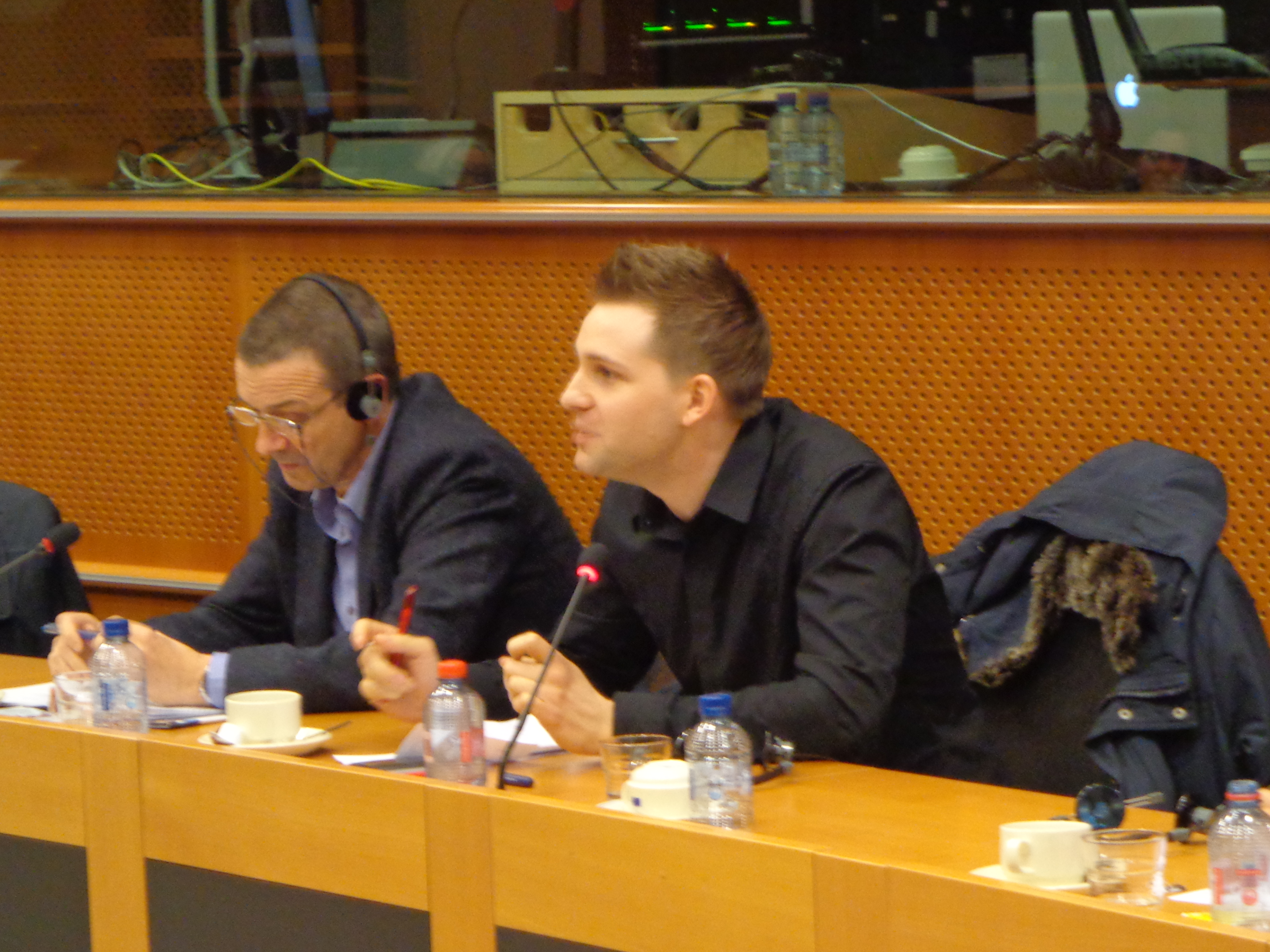
Max Schrems, 19 de fevereiro de 2012

Em 6 de outubro 2015, o Tribunal de Justiça da União Europeia em Luxemburgo julgou que o tratado transatlântico de proteção de dados conhecido como Safe Harbour ("porto seguro"), no qual empresas como a rede social Facebook se baseiam, é "inválido", uma vez que não protege adequadamente as informações privadas dos cidadãos. A decisão poderá ter grande impacto sobre as empresas de tecnologia que atuam na Europa.
Em consequência desse julgamento, o Tribunal de Justiça da União Europeia invalidou no mesmo dia o acordo entre a UE e os Estados Unidos para a transferência de dados pessoais.